# جامعة رأس الرجاء الصالح
أُنشِئت جامعة رأس الرجاء الصالح (بالإنجليزية: University of the Cape of Good Hope)‏ التي أعيدت تسميتها بجامعة جنوب إفريقيا في عام 1916، عندما أقرت حكومة مولتينو القانون رقم 16 لعام 1873 في برلمان رأس الرجاء الصالح. وعلى غرار جامعة لندن، قدمت الجامعة امتحانات ولكنها لم تقدم تعليما، وكانت لها صلاحية منح درجات للطلاب الناجحين في الامتحانات. ولا تزال هذه الوظيفة قائمة في دائرة الموسيقى حيث أُجريَت امتحانات طلاب الموسيقى لأكثر من 100 سنة.

## قائمة المستشارين
- 1876–1880: ويليام بورتر
- 1880-1884: السير هنري بارتل إدوارد فرير
- 1884–1890: إيرل كارنارفون
- 1890–1898: السير لانغام ديل
- 1898-1901: القاضي تشارلز توماس سميث
- 1901-1912: جورج الخامس ملك المملكة المتحدة
- 1912-1918: المشير الأمير آرثر دوق كونوت وستراذرن